# Goodyerinae
Goodyerinae, podtribus orghideja, dio tribusa Cranichideae. Sastojise od tridesetak rodova s preko 700 vrsta.

## Rodovi
1. Aenhenrya Gopalan
2. Anoectochilus Blume
3. Aspidogyne Garay
4. Bidoupia Aver., Ormerod & Duy
5. Chamaegastrodia Makino & F.Maek.
6. Cheirostylis Blume
7. Cystorchis Blume
8. Danhatchia Garay & Christenson
9. Dossinia C.Morren
10. Erythrodes Blume
11. Eurycentrum Schltr.
12. Gonatostylis Schltr.
13. Goodyera R.Br.
14. Halleorchis Szlach. & Olszewski
15. Herpysma Lindl.
16. Hetaeria Blume
17. Hylophila Lindl.
18. Kreodanthus Garay
19. Kuhlhasseltia J.J.Sm.
20. Lepidogyne Blume
21. Ludisia A.Rich.
22. Macodes Lindl.
23. Microchilus C.Presl
24. Myrmechis Blume
25. Odontochilus Blume
26. Orchipedum Breda
27. Pachyplectron Schltr.
28. Papuaea Schltr.
29. Platylepis A.Rich.
30. Rhomboda Lindl.
31. Schuitemania Ormerod
32. Stephanothelys Garay
33. Vrydagzynea Blume
34. Zeuxine Lindl.
35. Zeuxinella Aver.

## Vanjske poveznice
- Molecular systematics of Goodyerinae (Cranichideae, Orchidoideae, Orchidaceae) based on multiple nuclear and plastid regions